# Thamnium rigidum
Thamnium rigidum là một loài Rêu trong họ Neckeraceae. Loài này được (Mitt.) Broth. miêu tả khoa học đầu tiên năm 1906.